# Zamka (telenovela)
Zamka (šp. Acorralada) američka je telenovela. Snimana je 2006. i 2007. godine. Glavne uloge imali su Alejandra Lazcano, David Zepeda i Maritza Rodriguez.

## Sinopsis
Nakon što je provela dvadeset godina u zatvoru, zahvaljujući intrigama Octavije Irázabal, Fedora izlazi na slobodu. Spremna je na sve kako bi se osvetila ženi zbog koje je izgubila kćeri i tvornicu parfema. Njena mlađa kćer Gabi radi kao sluškinja obitelji lrázabal i zaljubljena je u mladog Larryja Irázabala. Starija, Diana, radi kao uspješna medinska sestra.  Jednom prilikom, braneći se od napada posesivnog doktora Ignacija Montiela, gura ga i on pada niz stepenice. Nakon što se oporavi, optužuje ju da ga je pokušala ubiti. Dianu uhapse i odvode u policijsku postaju. Tamo upoznaje Fedoru. Ne znajući da su majka i kći između njih se stvara veliko povjerenje. Fedora upoznaje Dianinu obitelj i kada sazna da su povezani s obitelji Irázabal govori im kako ih trebaju prezirati jer su zli i pokvareni ljudi. 
Diana se ipak zapošljava kod Irázabala kao dadilja njihove stare i bolesne bake. Između nje i Maximiliana stvara se ljubav. Nakon nekog vremena, Fedora otkriva da su joj Gaby i Diana kćeri i da su zaljubljene u sinove njezine najveće neprijateljice...

## Uloge
| Glumac              | Lik                                                            |
| ------------------- | -------------------------------------------------------------- |
| Alejandra Lazcano   | Diana Soriano                                                  |
| David Zepeda        | Maximiliano Irázabal / Alejandro Salvatierra                   |
| Maritza Rodriguez   | Marfil Mondragon de Irázabal † / Deborah Mondragón de Dávila † |
| Jorge Luis Pila     | Diego Suárez†                                                  |
| Mariana Torres      | Gabriela "Gaby" Soriano                                        |
| William Levy        | Larry Irázabal                                                 |
| Roberto Mateos      | Francisco "Paco" Vásquez                                       |
| Sonya Smith         | Fedora Garcés Ledezma / Gaviota                                |
| Frances Ondiviela   | Octavia Alarcón de Irázabal / Alicia †                         |
| Ofelia Cano         | Yolanda Alarcón                                                |
| Alicia Plaza        | Bruna Pérez †                                                  |
| Griselda Noguera    | Lala Suárez                                                    |
| Virna Flores        | Camila Linares                                                 |
| Maritza Bustamante  | Caramelo Vásquez                                               |
| Elizabeth Gutiérrez | Paola Irázabal / Zvijer†                                       |
| Mariana Huerdo      | Silvia "Silvita" Delgado                                       |
| Diana Osorio        | Pilar Álamo                                                    |
| Orlando Fundichely  | Ignacio Montiel                                                |
| Paulo Cesar Quevedo | René Romero                                                    |